# Psalmii lui Solomon
Psalmii lui Solomon sau Cartea Doua a Psalmilor este un grup de optsprezece psalmi (cântece sau poezii religioase) scrise în secolul I sau II î.Hr. C. care nu fac parte din niciun canon scriptural actual, totuși, se găsesc în copii ale Peshitta⁠(d) și ale LXX .

## Nume
Al 17-lea din cei 18 psalmi este similar cu Psalmul 72, care a fost atribuit în mod tradițional lui Solomon și, astfel, poate fi motivul pentru care Psalmii lui Solomon își au numele. O teorie alternativă este că psalmii erau atât de populari încât numele lui Solomon le-a fost atașat pentru a preveni să fie ignorați sau uitați.

## Recepţie
Psalmii lui Solomon au fost menționați în scrierile creștine timpurii, dar s-au pierdut în generațiile următoare până când un manuscris grecesc a fost redescoperit în secolul al XVII-lea . În prezent, sunt cunoscute opt manuscrise din secolul al XI -lea până în secolul al XV-lea ale unei traduceri greacă dintr-un original ebraic sau aramaic pierdut, datând probabil din secolul I sau al II-lea î.Hr. C. Cu toate acestea, deși acum sunt o colecție, au fost inițial separate, scrise de oameni diferiți în perioade diferite.

## Conţinut si autor
Din punct de vedere politic, Psalmii lui Solomon sunt anti-hasmoneeni și unii psalmi din colecție arată o conștientizare clară a cuceririi romane a Ierusalimului sub conducerea lui Pompei în 63 î.Hr. C., tratându-l metaforic ca pe un dragon trimis de Dumnezeu să-i pedepsească pe hasmoneeni . Unii dintre psalmi sunt mesianici în sensul ebraic (se referă în mod clar la un muritor care pare a fi asistat divin, la fel ca Moise ), dar majoritatea sunt mai puțin preocupați de lume în general și mai mult de comportamentul individual, exprimând credința că pocăința căci păcatele neintenționate îi vor întoarce în favoarea lui Dumnezeu.
Au existat încercări de a lega textul atât de Esenienii din Qumran, care s-au despărțit de ceea ce ei au văzut ca o lume rea, cât și ca o alternativă la farisei, spre deosebire de saducheii care îi susțineau în general pe Macabei.